# Liste des parcs nationaux de Côte d'Ivoire
Le pays de Côte d'Ivoire en Afrique possède les parcs nationaux et autres zones protégées suivants.

## Parcs nationaux
- Parc national d'Assagny
- Parc national du Banco
- Parc national de la Comoé
- Parc national des Îles Ehotilés
- Parc national de la Marahoué
- Parc national du Mont Péko
- Parc national du Mont Sângbé
- Parc national de Taï